# Open Russia
Open Russia (ryska: Открытая Россия; Otkrytaya Rossiya) är en politisk organisation som grundades av den ryske affärsmannen, oligarken och Putinkritikern Mikhail Chodorkovskij tillsammans med aktieägarna i hans dåvarande företag Yukos 2006). Organisationen förespråkar, enligt egen uppgift, demokrati och mänskliga rättigheter. Däremot har den ryska regimen under Putin länge kritiserat såväl Chodorkovskij som Open Russia och organisationen meddelade den 27 maj 2001 att de för att skydda sina medlemmar från risken att åtalas och fängslas skulle upphöra med sin verksamhet i landet.